# 孤火
《孤火》是2009年中國電影，屬於同性恋题材的唯美獨立電影。
《孤火》的导演為新生代的韩尘，他执导時正值是上海交通大學導演專業的大一學生。電影主要演員包括李城影、张泽宏、王子卿，拍攝工作全在武漢進行。

## 相似電影
- 《春光乍洩》
- 《孽子》
- 《美少年之戀》
- 《藍宇》